# Paratapinocyba oiwa
Paratapinocyba oiwa là một loài nhện trong họ Linyphiidae.
Loài này thuộc chi Paratapinocyba. Paratapinocyba oiwa được Kendo Saito miêu tả năm 1980.